# Гусев, Никита Андреевич
Ники́та Андре́евич Гу́сев (род. 8 июля 1992, Москва) — российский хоккеист, нападающий клуба КХЛ «Динамо» (Москва). Олимпийский чемпион 2018 года. Заслуженный мастер спорта России.

## Карьера
Родился в московском районе Ховрино. В детстве занимался фигурным катанием, а после того, как он увлёкся хоккеем, его кумиром стал Павел Дацюк. Занимался хоккеем в московском клубе «Белые медведи». Начал карьеру в 2009 году в составе московского клуба Молодёжной хоккейной лиги «Красная армия». В дебютном сезоне провёл на площадке 53 матча, в которых набрал 60 (18+42) очков. Сезон 2010/11 также начинал в МХЛ, однако в декабре получил шанс дебютировать в Континентальной хоккейной лиге и 28 декабря 2010 года в матче против «Югры» забросил свою первую шайбу в лиге, которая к тому же стала победной.
Всего провёл 18 матчей за основную команду, однако основных успехов в том году добился в составе «Красной армии». С молодёжным клубом завоевал Кубок Харламова, став лучшим снайпером и бомбардиром, а также самым ценным игроком плей-офф. Установил рекорд лиги по количеству заброшенных шайб и набранных очков в плей-офф (17 и 27 соответственно). Следующие два сезона Гусев чередовал выступления в ЦСКА и «Красной Армии», однако закрепиться в составе основного армейского клуба не сумел.

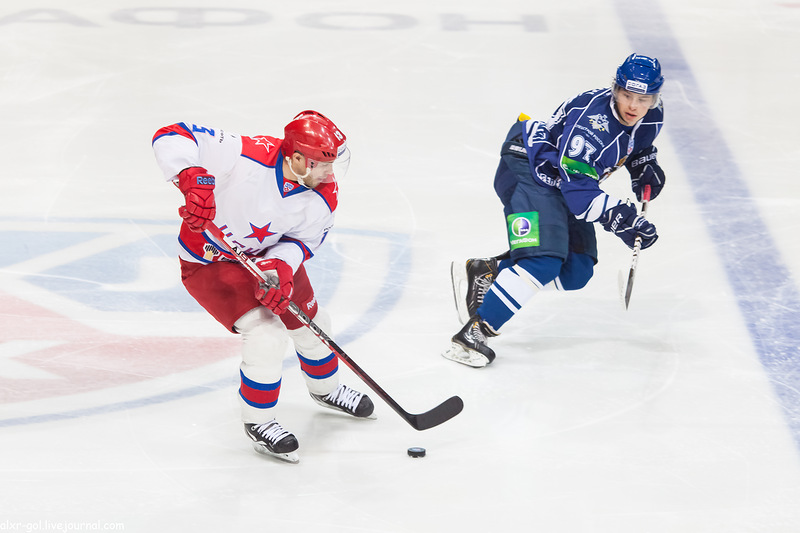
Гусев (справа) в составе «Амура» против форварда ЦСКА Павла Дацюка (20 ноября 2012)

В сезоне 2012/13 выступал сначала за ТХК, а затем за «Амур». На драфте НХЛ 2012 года был выбран в седьмом раунде под общим 202-м номером клубом «Тампа-Бэй Лайтнинг». По настоящему раскрыться хоккеисту удалось в «Югре», куда он перешёл в 2013 году. Результативная игра в сезоне 2014/15 позволила Гусеву впервые принять участие в Матче звёзд КХЛ и обратить на себя внимание более амбициозных клубов.
В рамках матча звёзд КХЛ 2015 принял участие в конкурсе на самый эффектный буллит, и его попытка стала одной из самых ярких и запомнившихся зрителям, будучи наиболее технически сложной среди всех участников, и к тому же результативной.
В результате в октябре 2015 года СКА выменял Никиту Гусева у «Югры» за денежную компенсацию.
В феврале 2019 года установил рекорд КХЛ по количеству голевых передач в регулярном чемпионате. В сезоне КХЛ 2018/19 набрал 101 очко. 12 апреля 2019 года было объявлено что Никита Гусев уйдёт из СКА и присоединится к команде НХЛ «Вегас Голден Найтс». 14 апреля 2019 года подписал с «Вегасом» однолетний контракт новичка.
Так и не сыграв ни одного матча за «Вегас», 29 июля 2019 года был обменян в «Нью-Джерси Девилз» на выбор в 3-м раунде драфта 2020 года и выбор во 2-м раунде драфта 2021 года. Гусев подписал с «дьяволами» двухлетний контракт на 9 млн долларов.
8 апреля 2021 года выставлен на безусловный драфт отказов клубом «Нью-Джерси Девилз» с целью расторжения контракта, а 11 апреля, будучи неограниченно свободным агентом, подписал однолетний контракт на сумму $ 1 млн с клубом «Флорида Пантерз».
Осенью 2021 года, став свободным агентом, участвовал в предсезонном лагере «Торонто Мейпл Лифс», подписав пробный контракт, однако полноценный контракт Гусеву предложен не был. Ни один другой клуб НХЛ также не выразил заинтересованности в подписании олимпийского чемпиона. В итоге 12 октября 2021 года 29-летний Гусев вернулся в СКА, подписав контракт на один сезон. Сумма соглашения оценивалась в 43 млн рублей. В сезоне 2021/22 набрал 35 очков (10+25) в 31 матче за СКА. В плей-офф набрал 16 очков (7+9) в 16 матчах, СКА уступил в финале Западной конференции ЦСКА. Провёл последний матч 14 апреля. За полгода не подписал контракт до начала сезона 2022/23 ни в КХЛ, ни в НХЛ. 1 ноября было объявлено о подписании двухлетнего контракта со СКА. В сезоне 2022/23 провёл 37 матчей и набрал 49 очков (23+26). В плей-офф сыграл 13 матчей и набрал 12 очков (5+7). 30 апреля 2023 года контракт был расторгнут.
Перед сезоном 2023/24 подписал контракт с московским «Динамо». Всего за сезон Гусев набрал 89 очков (23+66) в 68 матчах и установил рекорд КХЛ по набранным очкам за один регулярный сезон. 17 февраля 2024 года набрал своё 500-е очко (174+326) в регулярных сезонах КХЛ, сыграв 523 матча. Гусев стал шестым хоккеистом в истории КХЛ, набравшим 500 очков. В плей-офф «Динамо» обыграло минское «Динамо» (4-2), но во втором раунде проиграло «Трактору» (0-4). Гусев в 9 матчах набрал 10 очков (3+7). Он преодолел отметку в 100 матчей и 100 очков за карьеру в плей-офф КХЛ.

### В сборной

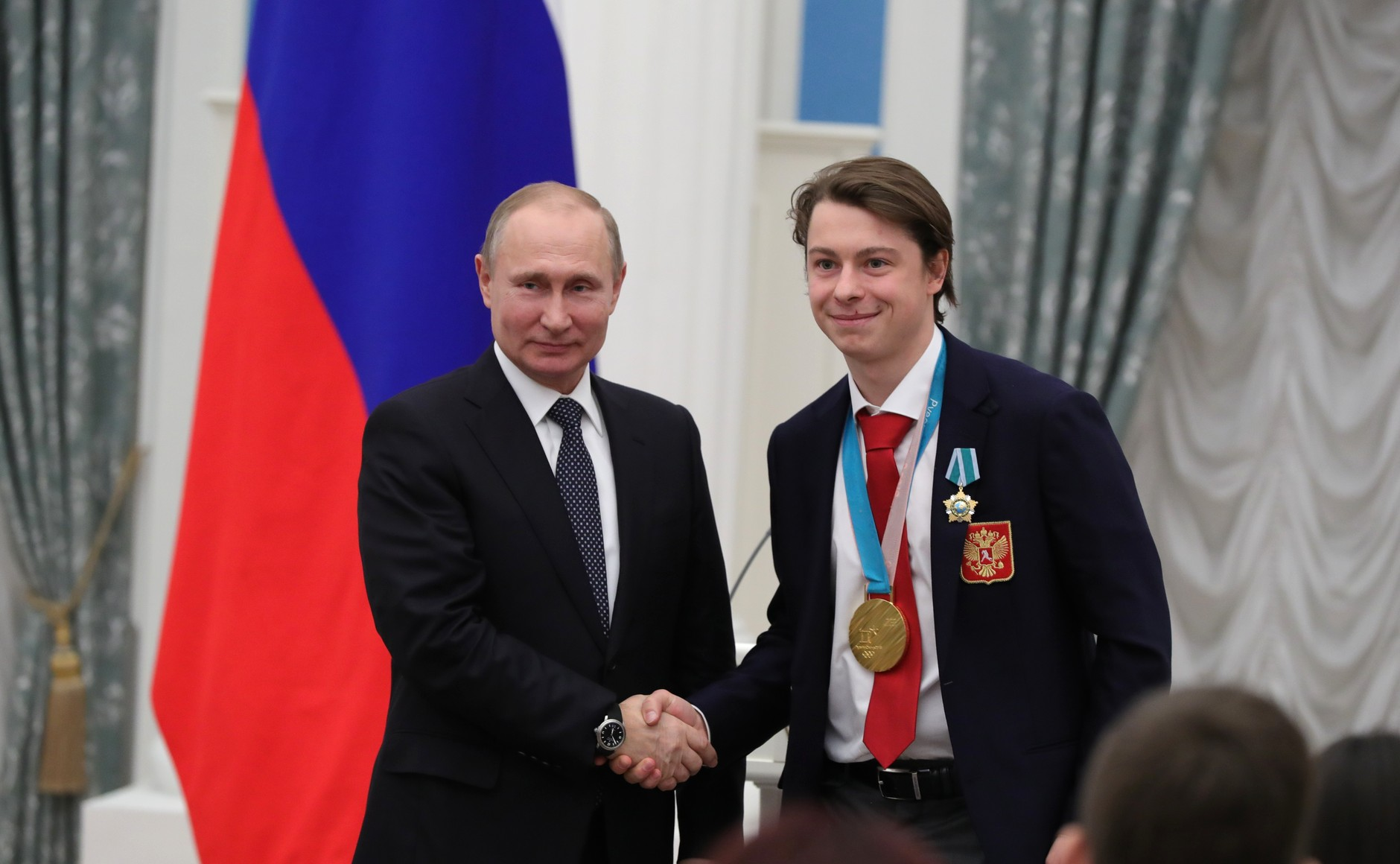
Награждение орденом Дружбы, 28 февраля 2018 года

В составе сборной России принимал участие в молодёжном чемпионате мира 2012 года, на котором стал серебряным призёром, в 7 проведённых матчах набрав 9 (3+6) очков. В 2017 году стал бронзовым призёром чемпионата мира по хоккею. В 10 матчах Гусев набрал 14 очков (7+7) и занял четвёртое место в списке лучших бомбардиров турнира. В матче за третье место против команды Финляндии (5:3) Гусев набрал три очка (2+1).
Олимпийский чемпион 2018 года. Лучший бомбардир турнира, в шести матчах набрал 12 очков (четыре шайбы и восемь результативных передач). Особенно ярким для Гусева получился драматичный финальный матч против сборной Германии — 4 очка (2+2). Гусев забросил две шайбы в третьем периоде, в том числе сравнял счёт в меньшинстве за 56 секунд до конца матча. В овертайме Гусев отдал передачу на Кирилла Капризова, забросившего в большинстве победную шайбу.
В составе сборной России завоевал свои вторые бронзовые медали на чемпионате мира 2019 года. Никита сыграл 10 матчей и набрал 16 очков по системе гол+пас (4+12).
Серебряный призёр Олимпийских игр 2022 года. В составе сборной ОКР сыграл шесть матчей и набрал шесть очков (0+6), став лучшим бомбардиром сборной ОКР и лучшим ассистентом всего турнира. Сборная ОКР в финале уступила команде Финляндии (1:2), Гусев сделал передачу на Михаила Григоренко, который открыл счёт в первом периоде. Таким образом, на Олимпийских играх в 12 матчах Гусев набрал 18 очков (4+14).

## Личная жизнь
Жена Марина. 6 июля 2017 родилась дочь Вероника. В декабре 2020 родился сын.

## Достижения
- Рекорд регулярных чемпионатов страны по набранным очкам в одном сезоне (89): 2023/24[20]
- Олимпийский чемпион: 2018
- Серебряный призёр Олимпийских игр: 2022
- Бронзовый призёр чемпионата мира (2): 2017, 2019
- Обладатель Кубка Гагарина: 2017
- Чемпион России: 2016/2017
- Серебряный призёр молодёжного чемпионата мира 2012
- Участник матча звёзд КХЛ (3): 2015[24][25], 2016[26], 2018[27]
- Обладатель Кубка Харламова: 2011
- Финалист Кубка Харламова: 2012
- Лучший снайпер и бомбардир Кубка Харламова (2): 2011, 2012
- Лучший ассистент Кубка Харламова: 2012
- Обладатель приза имени Виталия Давыдова(2): 2011, 2012
- Рекордсмен МХЛ по количеству заброшенных шайб и набранных очков Кубка Харламова
- Участник матча звёзд МХЛ (3): 2010, 2011, 2012
- Лучший буллит матча звёзд 2015 года

## Государственные награды
- Орден Дружбы (27 февраля 2018 года) — за высокие спортивные достижения на XXIII Олимпийских зимних играх 2018 года в городе Пхёнчхане (Республика Корея), проявленные волю к победе, стойкость и целеустремлённость[28];
- Медаль ордена «За заслуги перед Отечеством» I степени (25 февраля 2022 года) — за высокие спортивные достижения, волю к победе, стойкость и целеустремлённость, проявленные на XXIV Олимпийских зимних играх 2022 года в городе Пекине (Китайская Народная Республика)[29].

## Статистика
| Легенда | Легенда                    | Легенда | Легенда                   | Легенда | Легенда    |
| ------- | -------------------------- | ------- | ------------------------- | ------- | ---------- |
| И       | Количество проведённых игр | Штр     | Штрафное время            | +/−     | Плюс-минус |
| Г       | Голы                       | П       | Голевые передачи          | О       | Очки       |
| -       | Статистика неизвестна      | —       | Статистика не учитывалась |         |            |

### Клубная карьера
- a В этом сезоне в «Плей-офф» учитывается статистика игрока в Кубке Надежды.